# Copa COSAFA 2019
La Copa COSAFA 2019 fue la 19.ª edición de la Copa COSAFA, una competición internacional de fútbol en que participan equipos nacionales de países miembros del Consejo de Asociaciones de Fútbol de África del Sur (COSAFA). Fue organizada por Sudáfrica desde el 25 de mayo al 8 de junio de 2019.

## Participantes
| - Angola (se retiró) - Botsuana - Comoras - Lesoto - Madagascar - Malaui - Mauricio | - Mozambique - Namibia - Seychelles - Sudáfrica - Suazilandia - Zambia - Zimbabue |

## Fase de grupos

### Grupo A
| Equipo      | PJ | PG | PE | PP | GF | GC | Dif. | PTS |
| ----------- | -- | -- | -- | -- | -- | -- | ---- | --- |
| Comoras     | 2  | 1  | 1  | 0  | 4  | 3  | +1   | 4   |
| Suazilandia | 2  | 0  | 2  | 0  | 4  | 4  | 0    | 2   |
| Mauricio    | 2  | 0  | 1  | 1  | 3  | 4  | -1   | 1   |

| 25 de mayo de 2019 | Suazilandia                | 2-2     | Mauricio        | King Zwelithini Stadium, Durban |                           |
| 16:30              | Mamba 30' · Badenhorst 73' | Reporte | Nazira 28', 69' | Árbitro(s): Celso Alvação       | Árbitro(s): Celso Alvação |

| 27 de mayo de 2019 | Comoras                       | 2-2     | Suazilandia              | King Zwelithini Stadium, Durban |                              |
| 17:00              | Ndzinisa 25' · Badenhorst 50' | Reporte | Bacar 42' · Youssouf 52' | Árbitro(s): Ganesh Chutooree    | Árbitro(s): Ganesh Chutooree |

| 29 de mayo de 2019 | Comoras                             | 2-1     | Mauricio   | King Zwelithini Stadium, Durban |                                 |
| 17:30              | I. Youssouf 47' · I. Soulaimana 65' | Reporte | Nazira 53' | Árbitro(s): Eugene Salas Mdluli | Árbitro(s): Eugene Salas Mdluli |

### Grupo B
| Equipo     | PJ | PG | PE | PP | GF | GC | Dif. | PTS |
| ---------- | -- | -- | -- | -- | -- | -- | ---- | --- |
| Malaui     | 3  | 2  | 1  | 0  | 6  | 2  | +4   | 7   |
| Namibia    | 3  | 2  | 0  | 1  | 6  | 3  | +3   | 6   |
| Mozambique | 3  | 0  | 2  | 1  | 2  | 3  | −1   | 2   |
| Seychelles | 3  | 0  | 1  | 2  | 0  | 6  | −6   | 1   |

| 26 de mayo de 2019 | Mozambique | 1-2     | Namibia                     | King Zwelithini Stadium, Durban |                              |
| 14:00              | Witi 77'   | Reporte | Kamatuka 69' · Limbondi 82' | Árbitro(s): Brighton Chimene    | Árbitro(s): Brighton Chimene |

| 26 de mayo de 2019 | Malaui                                | 3-0     | Seychelles | King Zwelithini Stadium, Durban |                                |
| 16:30              | Mhango 9' · Mbulu 49' · Phiri Jr. 85' | Reporte |            | Árbitro(s): Nehemia Shoovaleka  | Árbitro(s): Nehemia Shoovaleka |

| 28 de mayo de 2019 | Seychelles | 0-0     | Mozambique | King Zwelithini Stadium, Durban |                                 |
| 15:00              |            | Reporte |            | Árbitro(s): Ali Mohamed Adelaid | Árbitro(s): Ali Mohamed Adelaid |

| 28 de mayo de 2019 | Namibia     | 1-2     | Malaui                            | King Zwelithini Stadium, Durban |                             |
| 17:30              | Hambira 16' | Reporte | Mhango 43' · Phiri Jr. 48' (pen.) | Árbitro(s): António Dungula     | Árbitro(s): António Dungula |

| 30 de mayo de 2019 | Mozambique    | 1-1     | Malaui     | King Zwelithini Stadium, Durban |                           |
| 17:30              | Jeitoso 90+1' | Reporte | Kaonga 32' | Árbitro(s): Audrick Nkole       | Árbitro(s): Audrick Nkole |

| 30 de mayo de 2019 | Namibia                        | 3-0     | Seychelles | Princess Magogo Stadium, Durban |                                 |
| 17:30              | Gurirab 19', 26' · Urikhob 66' | Reporte |            | Árbitro(s): Brian Nsubuga Miiro | Árbitro(s): Brian Nsubuga Miiro |

## Fase final
Sudáfrica, Uganda, Zambia, Botsuana, Zimbabue y Lesoto clasificaron directamente a esta fase.

### Cuartos de final
| 1 de junio de 2019 | Lesoto                                | 0-0 (3-2 p.)               | Uganda                                           | Princess Magogo Stadium, Durban |                           |
| 15:00              |                                       | Reporte                    |                                                  | Árbitro(s): Abdoul Kanoso       | Árbitro(s): Abdoul Kanoso |
|                    |                                       | Tiros desde el punto penal |                                                  |                                 |                           |
|                    | - Koetle - Kalake - Motebang - Bereng |                            | - Kizza - Mutyaba - Revita - Balinya - Mucureezi |                                 |                           |

| 1 de junio de 2019 | Zimbabue                  | 2-0     | Comoras | Princess Magogo Stadium, Durban |                                 |
| 17:30              | - Rusike 6' - Billiat 36' | Reporte |         | Árbitro(s): Eugene Salas Mdluli | Árbitro(s): Eugene Salas Mdluli |

| 2 de junio de 2019 | Sudáfrica                                      | 2-2 (4-5 p.)               | Botsuana                                         | Princess Magogo Stadium, Durban |                           |
| 15:00              | Singh 19' · Margeman 28'                       | Reporte                    | Ditsele 61' · Ditlhokwe 90+3'                    | Árbitro(s): Celso Alvação       | Árbitro(s): Celso Alvação |
|                    |                                                | Tiros desde el punto penal |                                                  |                                 |                           |
|                    | - Malepe - Mbule - Mukumela - Lepasa - Mokoena |                            | - Gaolaolwe - Setsile - Orebonye - Boy - Johnson |                                 |                           |

| 2 de junio de 2019 | Zambia                                | 2-2 (4-2 p.)               | Malaui                                  | Princess Magogo Stadium, Durban    |                                    |
| 17:30              | - Muwowo 58' - Chabula 89'            | Reporte                    | - Mhango 2' - Phiri Jr. 51' (pen.)      | Árbitro(s): Lebalang Martin Mokete | Árbitro(s): Lebalang Martin Mokete |
|                    |                                       | Tiros desde el punto penal |                                         |                                    |                                    |
|                    | - Musakanya - Chama - Phiri - Chabula |                            | - Phiri Jr. - Sanudi - Kaonga - Sambani |                                    |                                    |

### Ronda de consolación
Los eliminados en cuartos de final juegan para definir al quinto lugar del torneo.
| 4 de junio de 2019 | Uganda                              | 1-1 (2-4 p.)               | Sudáfrica                           | Princess Magogo Stadium, Durban |                             |
| 17:00              | - Sserunkuma 46'                    | Reporte                    | - Singh 70'                         | Árbitro(s): António Dungula     | Árbitro(s): António Dungula |
|                    |                                     | Tiros desde el punto penal |                                     |                                 |                             |
|                    | - Kizza - Mutyaba - Kagimu - Kasozi |                            | - Singh - Links - Mukumela - Webber |                                 |                             |

| 4 de junio de 2019 | Comoras             | 1-2     | Malaui                   | Princess Magogo Stadium, Durban |                                 |
| 19:30              | - N. M'Changama 61' | Reporte | - Mbulu 30' - Chirwa 90' | Árbitro(s): Brian Nsubuga Miiro | Árbitro(s): Brian Nsubuga Miiro |

### Semifinales
| 5 de junio de 2019 | Lesoto         | 1-2     | Botsuana                | Moses Mabhida Stadium, Durban |                              |
| 19:30              | - Motebang 79' | Reporte | - Mogorosi 7' - Boy 32' | Árbitro(s): Ganesh Chutooree  | Árbitro(s): Ganesh Chutooree |

| 5 de junio de 2019 | Zimbabue                               | 0-0 (2-4 p.)               | Zambia                               | Moses Mabhida Stadium, Durban   |                                 |
| 19:30              |                                        | Reporte                    |                                      | Árbitro(s): Ali Mohamed Adelaid | Árbitro(s): Ali Mohamed Adelaid |
|                    |                                        | Tiros desde el punto penal |                                      |                                 |                                 |
|                    | - Billiat - Muskwe - Nakamba - Darikwa |                            | - Mwape - Chirwa - Phiri - Musakanya |                                 |                                 |

### Quinto lugar
| 7 de junio de 2019 | Sudáfrica | 0-0 (t. s.)(5-4 p.) | Malaui | Moses Mabhida Stadium, Durban  |                                |
| 17:00              |           | Reporte             |        | Árbitro(s): Nehemia Shoovaleka | Árbitro(s): Nehemia Shoovaleka |

### Tercer lugar
| 7 de junio de 2019 | Lesoto                      | 2-2 (4-5 p.) | Zimbabue                    | Moses Mabhida Stadium, Durban |                           |
| 19:30              | Thaba-Ntšo 33' · Bereng 68' |              | T. Rusike 14' · Mavunga 61' | Árbitro(s): Celso Alvação     | Árbitro(s): Celso Alvação |

### Final
| 8 de junio de 2019 | Zambia     | 1-0 | Botsuana | Moses Mabhida Stadium, Durban   |                                 |
| 15:00              | Kaseba 78' |     |          | Árbitro(s): Eugene Salas Mdluli | Árbitro(s): Eugene Salas Mdluli |

## Campeón
| Copa COSAFA 2019  |
| ----------------- |
| Bandera de Zambia |
| Zambia 5º Título  |

## Goleadores
| Jugador           | Goles |
| ----------------- | ----- |
| Hellings Mhango   | 3     |
| Gerald Phiri Jr.  | 3     |
| Ashley Nazira     | 3     |
| Felix Badenhorst  | 2     |
| Isaskar Gurirab   | 2     |
| Ibroihim Youssouf | 2     |
| Luther Singh      | 2     |
| Richard Mbulu     | 2     |